# Ablación constitutiva
La ablación constitutiva se refiere a la expresión de genes que provoca la muerte celular. La ablación celular constitutiva puede ser inducida por la toxina diftérica (TD) en el pez cebra.